# Parafia bł. Bolesławy Lament w Nidzicy
Parafia bł. Bolesławy Lament w Nidzicy – parafia rzymskokatolicka w Nidzicy.
Kościół posiada tylko nawę główną oraz prosto zamknięte prezbiterium.
Jednowieżowa fasada wyposażona jest w pojedynczy hełm.